# Saint-Ferme
Saint-Ferme é uma comuna francesa na região administrativa da Nova Aquitânia, no departamento da Gironda. Estende-se por uma área de 20,5 km². Em 2010 a comuna tinha 349 habitantes (densidade: 17 hab./km²).